# Parc national de Glacier Bay
Pour les articles homonymes, voir Parc national de Glacier (homonymie).
Le parc national de Glacier Bay est un parc national situé en Alaska aux États-Unis d'Amérique.
Il est classé au patrimoine mondial de l'humanité depuis 1979 ainsi que réserve de biosphère par l'Unesco depuis 1986.
Environ 20 % de sa superficie est constituée par une réserve marine. 
Ses paysages de fjords, et de champs de glace abritent des espèces menacées, notamment la baleine à bosse ou l'otarie de Steller.
Le parc reçoit environ 400 000 visiteurs par an.

## Description
Le parc national de la Baie des Glaciers se trouve à environ 150 km de la capitale Juneau. Créé en 1925 sous le nom de bassin de la Baie des Glaciers, puis agrandi et transformé en Parc national en 1980 (voir Liste des parcs nationaux des États-Unis), il couvre plus de 13 000 km². Son point culminant est le mont Fairweather (4 600 m). Ce royaume de glace abrite 12 glaciers représentant la plus grande concentration au monde sur une telle surface. Les écosystèmes du parc sont la toundra humide, la toundra alpine, la forêt côtière, les glaciers et les champs de glace. Il n'est pas facile de visiter les lieux, car seul le bateau permet d'accéder aux fjords, et les sentiers de randonnée sont rares.

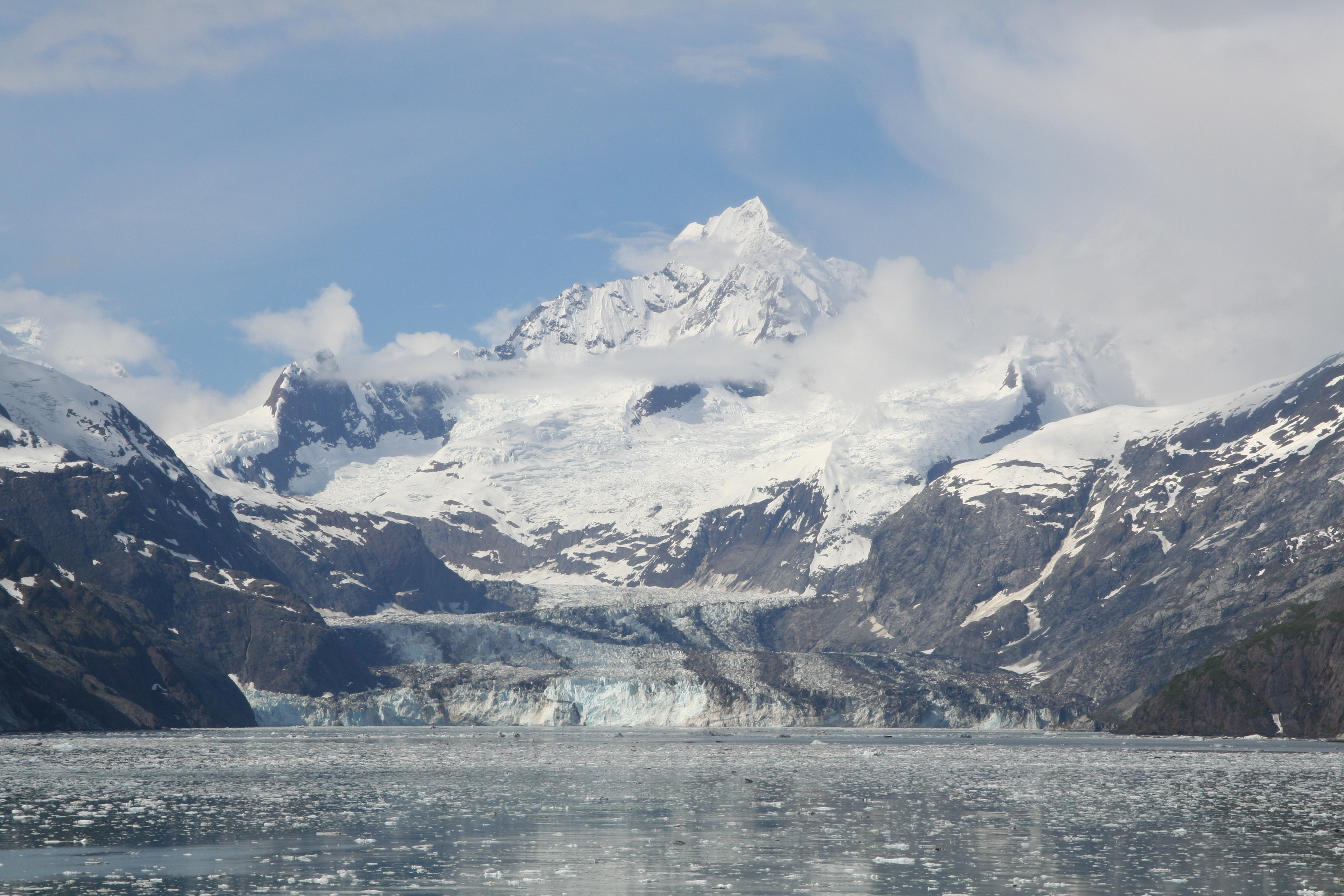
John Hopkins Glacier, avec le Mont Orville au fond.
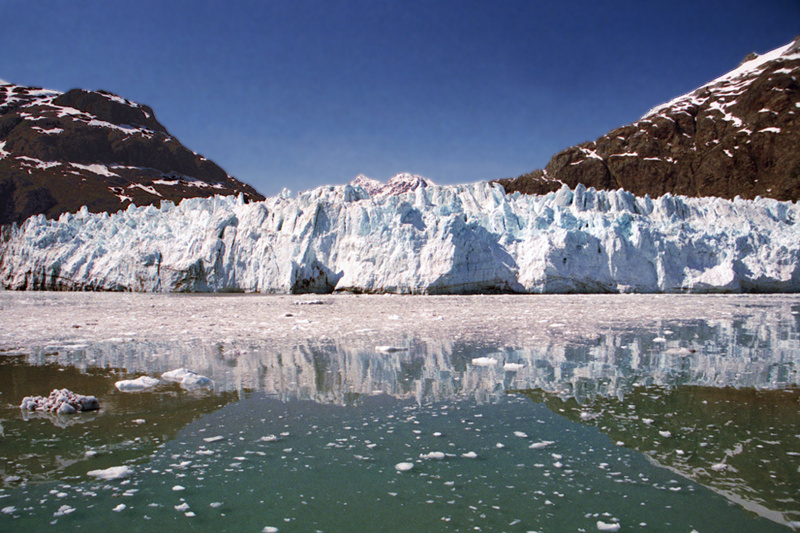
Margerie Glacier.
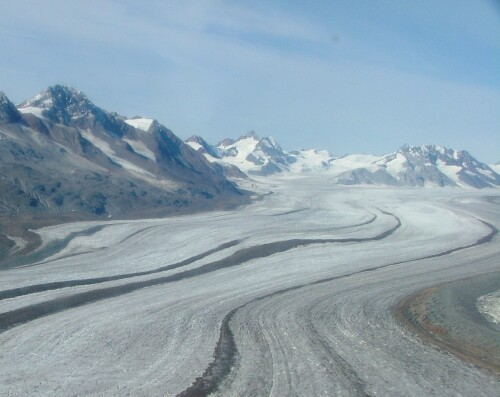
Champ de glace.
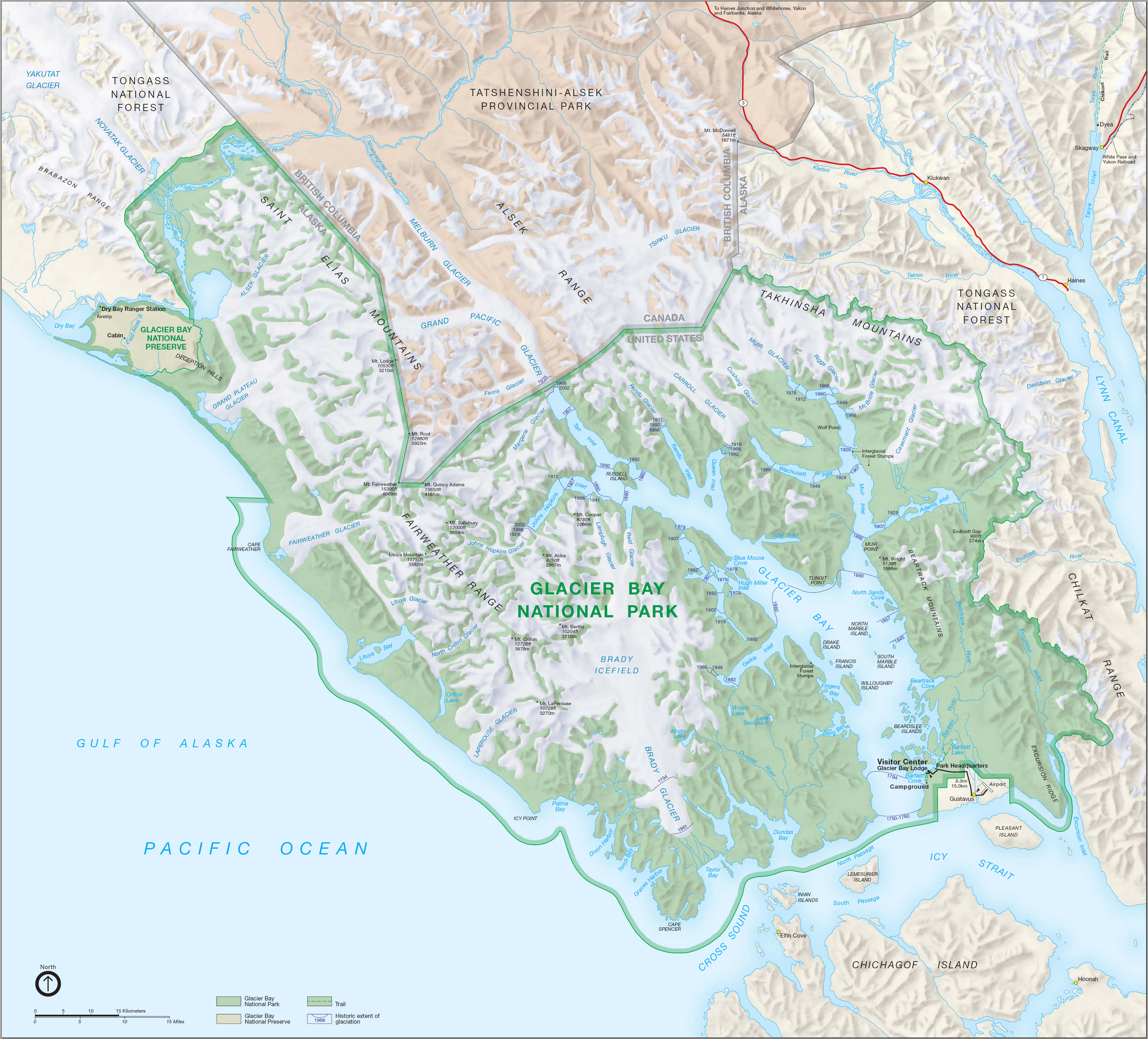
Carte du parc.
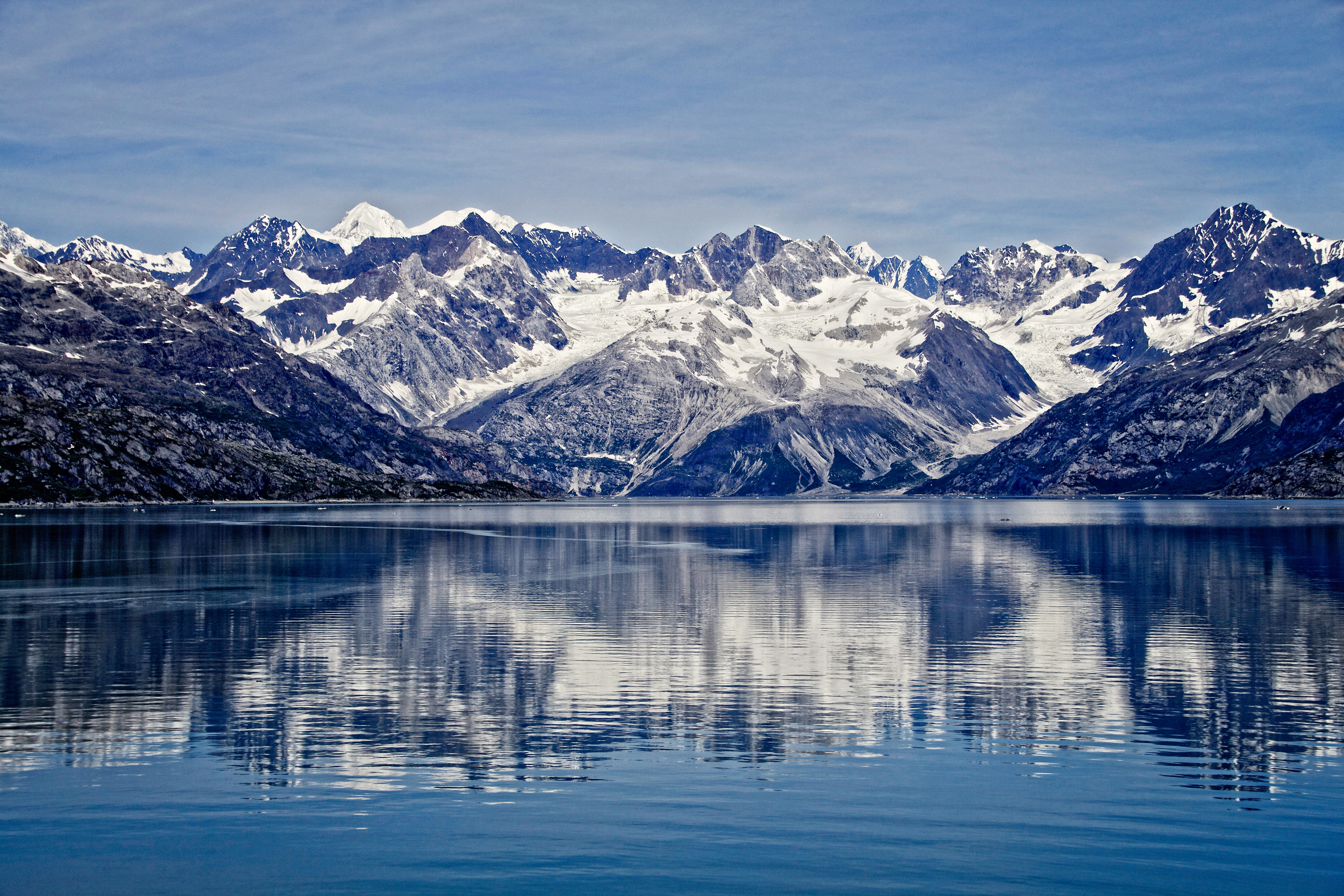
Panorama.
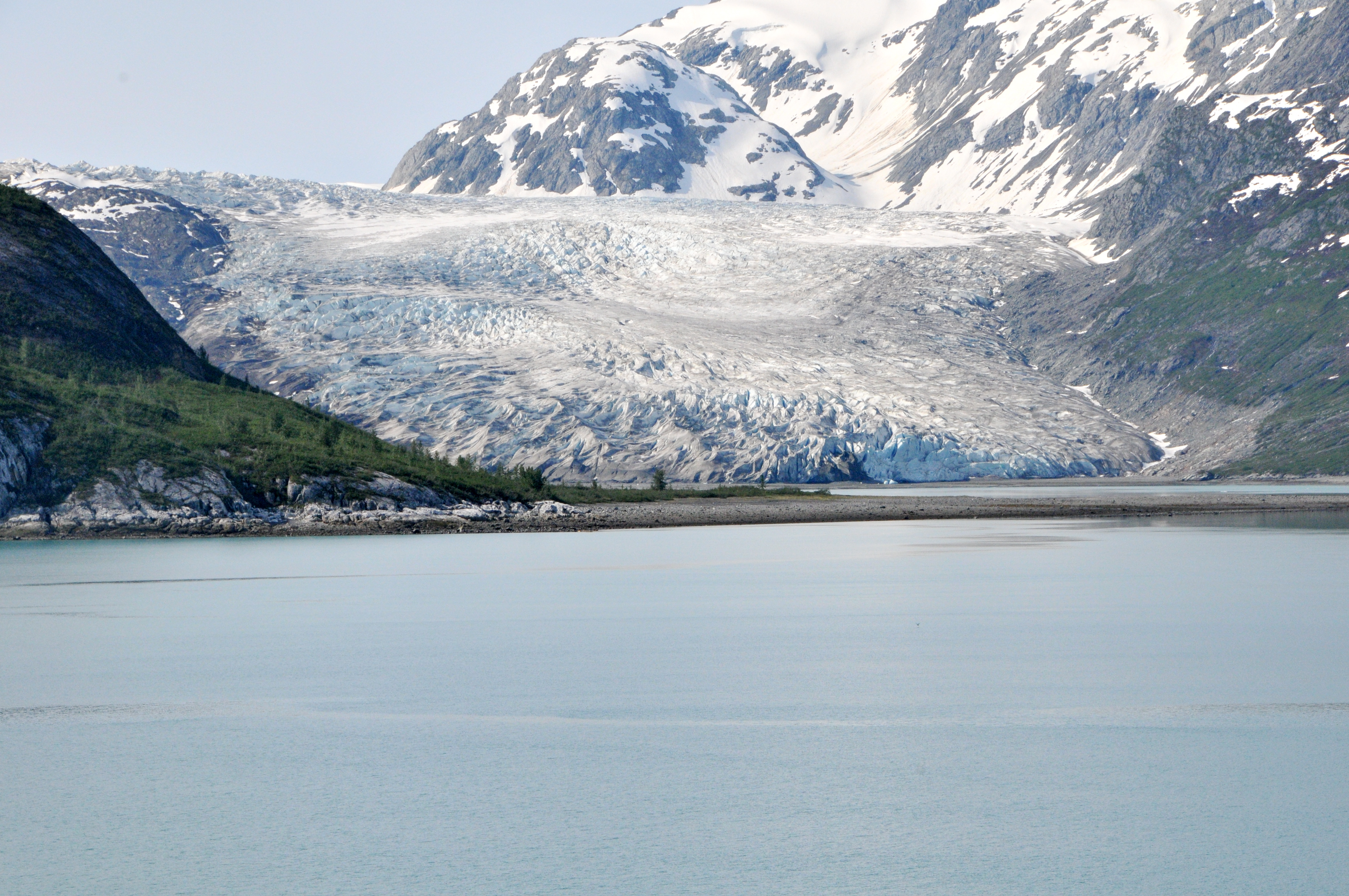
Langue glaciaire.
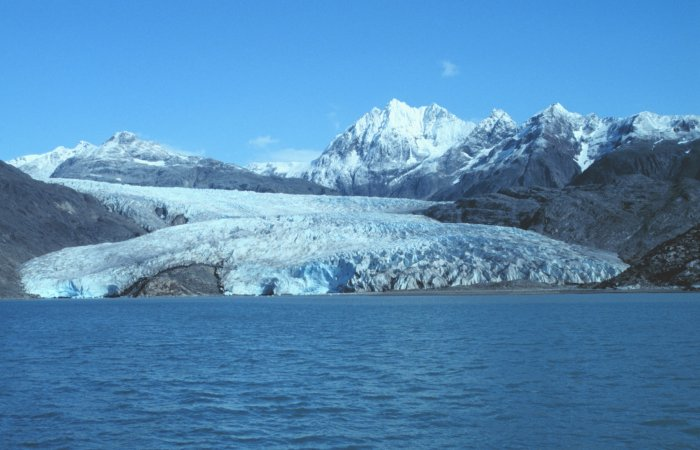
Front glaciaire du glacier Riggs.
Panorama.
Le glacier Lamplugh. Août 2017.
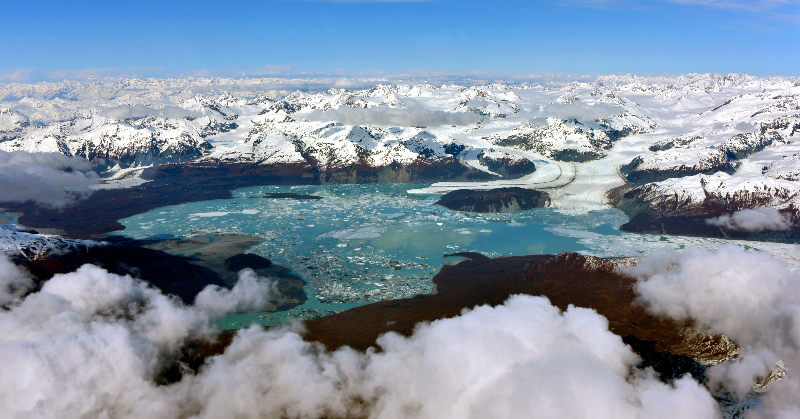
Le lac Alsek avec, au fond à droite, le glacier Alsek.

## Géologie
Le côté ouest de la baie se compose d'une séquence de 26 000 pieds d'épaisseur de roches sédimentaires du Paléozoïque , principalement des calcaires massifs et de l'argilite. Les roches les plus anciennes de cette séquence sont le calcaire Willoughby du Silurien supérieur et la plus jeune le calcaire du Cap Dévonien Noir. Un affleurement à l'ouest de Tidal Inlet comprend du grès, du grauwacke et du calcaire d'âge inconnu. Les roches sédimentaires d'âge inconnu du côté est de l'Muir Inlet (en) comprennent du tuf interstratifié avec du calcaire. Les rochers exposés sur la colline haute de 1 205 pieds appelée « Le Nunatak » ont été métamorphosés. Les premiers Stock (geology) (en) de diorite du Crétacé sont exposés au sud de Tidal Inlet, et sur les îles Sebree et Sturgress. Des affleurements de quartz de diorite sur l'île Lemesurier. Un stock granitique est exposé dans la baie de Dundas. Des dyke mafiques jusqu'à 20 pieds de largeur se trouvent dans la région.
Les avancées glaciaires se sont produites il y a 7 000, 5 000 et 500 ans, la dernière s'étendant jusqu'à l'entrée de la baie, où elle a laissé une énorme moraine terminale semi-circulaire. Les dépôts glaciaires de surface qui en résultent comprennent des graviers comme des sandurs de lavage et des moraines. Les graves glaciaires s'étendent jusqu'à 2 000 pieds sur les pentes des montagnes. Des lacs se sont formés là où les glaciers ont endigué la tête des vallées. Les forêts préglaciaires se trouvent à l'est de Goose Cove et du côté est de Muir Inlet. Selon Rossman, « L'une des caractéristiques remarquables de la région de Glacier Bay est l'avance et le retrait rapides des glaciers au cours de plusieurs sous-étapes au cours des derniers milliers d'années. »
La région connaît une activité tectonique avec des tremblements de terre fréquents. Les glissements de terrain provoqués par les tremblements de terre ont été d'importantes forces de changement, provoquant ainsi des tsunamis. De plus, certaines parties de la région subissent un rebond post-glaciaire (également connu sous le nom de rebond isostatique), le processus dans lequel la terre monte après que le poids du glacier a été enlevé.

## Géographie
Le parc national de Glacier Bay occupe la partie la plus septentrionale de la côte sud-est de l'Alaska, entre le golfe d'Alaska et le Canada. La frontière canado-américaine s'approche à moins de 24 kilomètres de l'océan dans le chaîne Saint-Élie au mont Fairweather, le plus haut sommet du parc à 15 300 pieds (4700 m), passant au chaînon Fairweather à partir de là vers le sud. Le champ de glace Brady couvre le chaînon Fairweather sur une péninsule s'étendant de l'océan à la Glacier Bay Basin, qui s'étend du détroit Icy à la frontière canado-américaine au glacier Grand Pacific, coupant la partie ouest du parc. À l'est de Glacier Bay, les Takhinsha Mountains (en) et la Chilkat Range (en) forment une péninsule délimitée par le canal Lynn à l'est, avec la limite est du parc avec la forêt nationale de Tongass qui longe la ligne de crête. La limite nord-ouest du parc, qui jouxte également la forêt nationale de Tongass, s'étend dans la vallée de la rivière Alsek jusqu'à Dry Bay. Les terres protégées comprennent une petite zone à Dry Bay - la majorité des terres de Glacier Bay sont des terres de parc national. La limite du parc exclut Gustavus à l'embouchure de la Glacier Bay. Les terres adjacentes au parc au nord du Canada sont comprises dans le parc provincial Tatshenshini-Alsek.
Aucune route ne mène au parc et il est plus facilement accessible par avion. Pendant certains étés, il y a des ferries pour la petite communauté de Gustavus ou directement à la marina de Bartlett Cove (où se trouve aussi une base d'hydravions). Malgré le manque de routes, le parc a reçu en moyenne environ 470 000 visiteurs récréatifs par an de 2007 à 2016, avec 520 171 visiteurs en 2016. La plupart des visiteurs arrivent par bateau de croisière. Le nombre de navires pouvant arriver chaque jour est limité par la réglementation. D'autres voyageurs font des voyages de rafting en eaux vives, embarquant sur la rivière Tatshenshini à Dalton Post dans le territoire du Yukon et sortant à la station Dry Bay Ranger dans la réserve nationale de Glacier Bay. Les voyages durent généralement six jours et traversent le parc national et la réserve de parc national Kluane au Yukon ainsi que le parc provincial Tatshenshini-Alsek en Colombie-Britannique.

## Environnement
Le parc national de Glacier Bay préserve près de 600 000 acres (2428,1 km2) d'écosystèmes marins sous protection fédérale en Alaska (y compris les terres submergées) auxquels d'autres écosystèmes marins moins protégés peuvent être comparés. Dans le parc et la réserve, il y a deux patries ancestrales Tlingits qui ont une signification culturelle et spirituelle pour les communautés vivantes aujourd'hui. La rivière Alsek sert de route de découverte et de migration de la chaîne de montagnes côtières du parc vers l'océan Pacifique dans la réserve. Dans cette dernière et contrairement au parc, la rivière Alsek offre un cadre pour les utilisations de subsistance, la pêche commerciale et la chasse comme le prévoit la Alaska National Interest Lands Conservation Act (ANILCA) tout en protégeant simultanément l'écosystème glaciaire.
Les écosystèmes du parc sont la toundra humide, la toundra alpine, la forêt côtière, les glaciers et les champs de glace. Les régions du parc les plus proches du golfe d'Alaska ont un climat relativement doux avec des précipitations importantes et des chutes de neige relativement faibles. Lower Glacier Bay est une zone de transition, et Upper Glacier Bay est froid et neigeux. L'accès à la terre peut être difficile, car les fjords glaciaires ont des parois abruptes qui s'élèvent directement de l'eau. Là où il y a des plages littorales, elles peuvent être densément couvertes d'aulnes et de clubs de diables, ce qui rend la randonnée difficile.

## Faune
Le parc abrite de nombreux animaux typiques de l'Alaska, parmi lesquels des grizzlis, ours noirs, caribous, mouflons de Dall, loups, élans, renards roux, gloutons, marmottes, lynx du Canada, coyotes, castors, couguars, loutres, visons et chèvres des montagnes Rocheuses. Les oiseaux comprennent notamment le pygargue à tête blanche, l'aigle royal ou encore le balbuzard pêcheur. La faune marine est également très riche, comprenant des loutres, otaries, saumons, lions de mer, baleines, orques. On peut l'observer lors des croisières organisées.

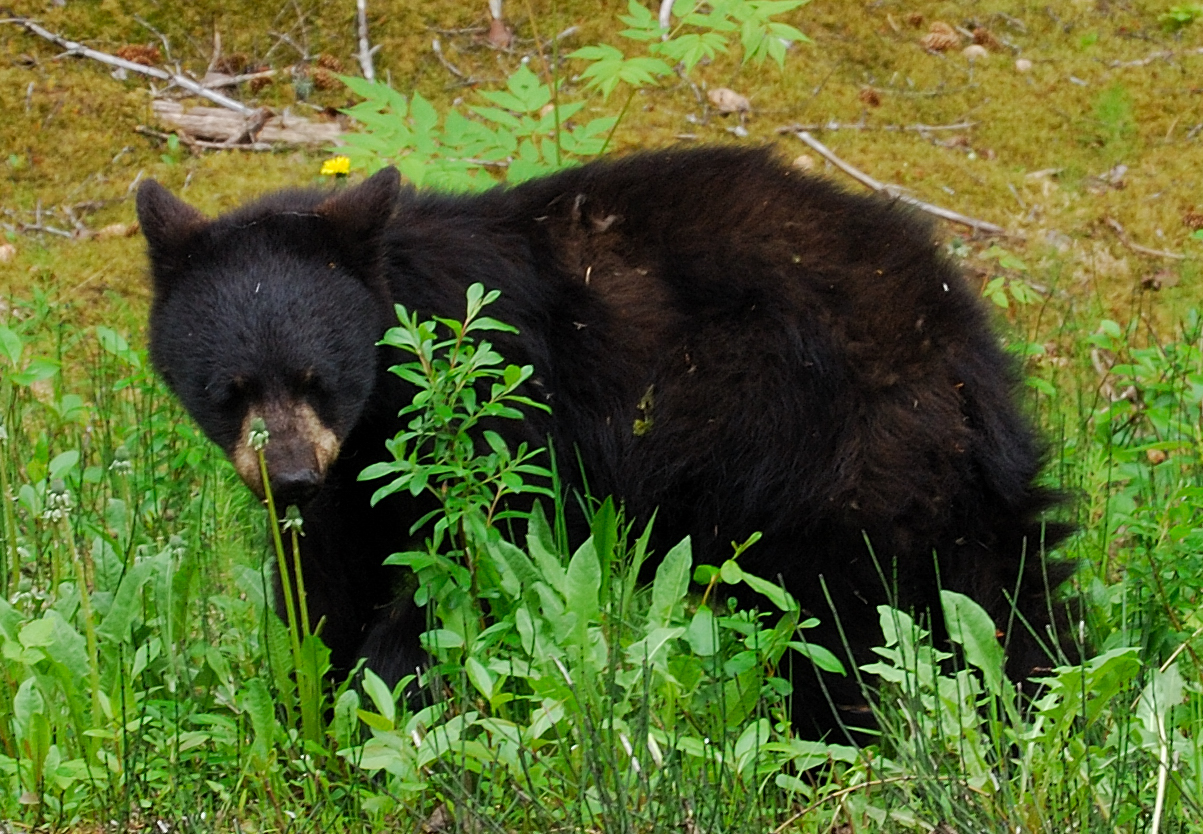
Ours noir.
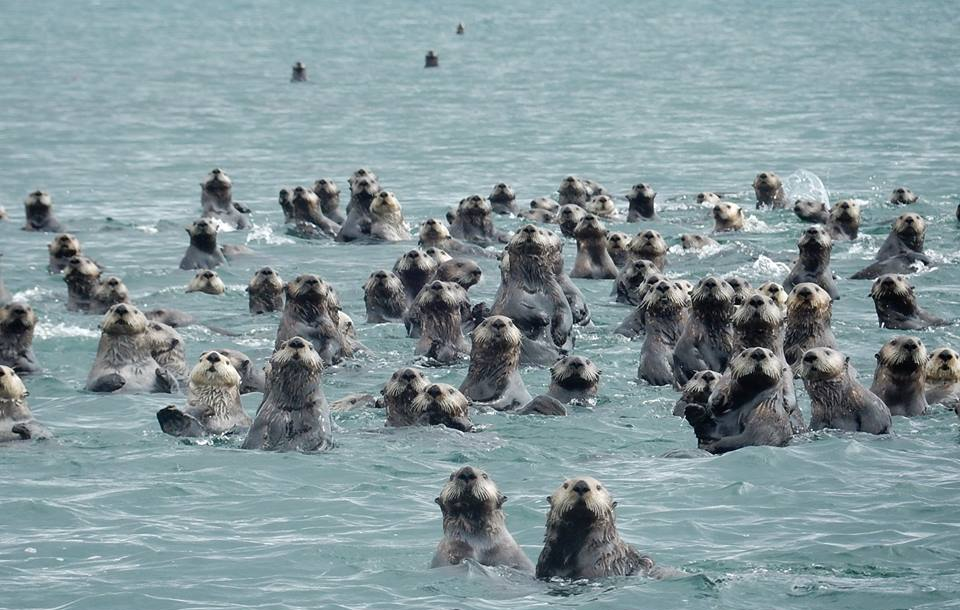
Loutres de mer.
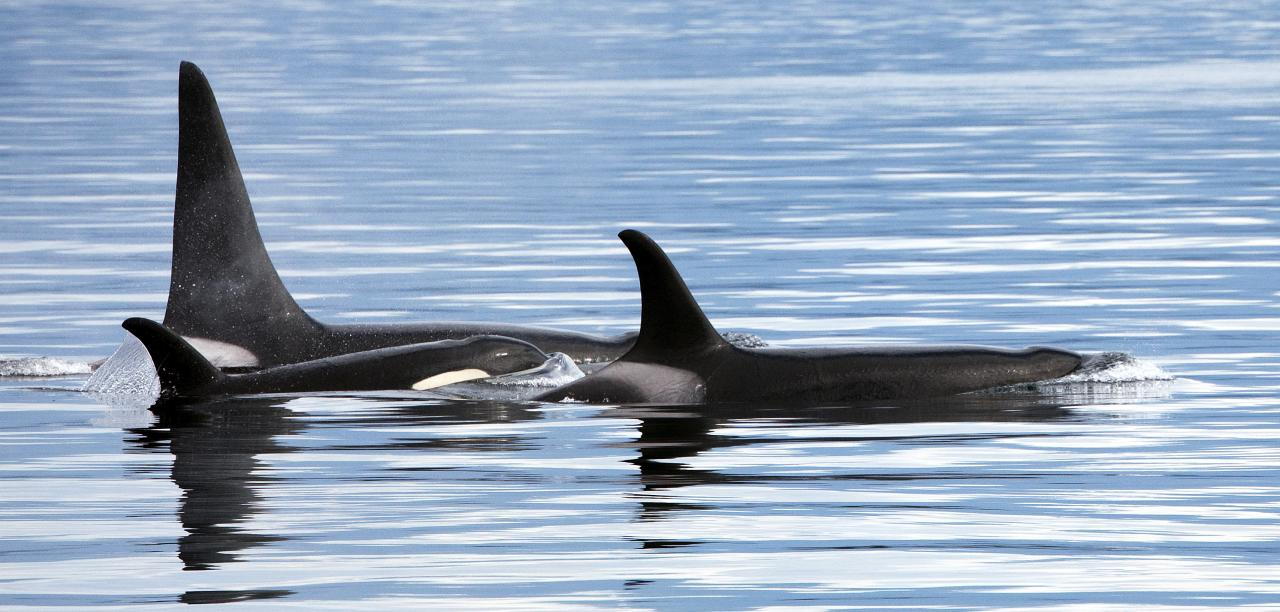
Orques.

## Atteintes à l'environnement
En 2019, le juge fédéral Patricia Seitz menace de bloquer l'accès des navires du groupe Carnival aux ports des États-Unis, en raison d'une probable violation de sursis judiciaire. Le groupe, qui avait obtenu un accord de règlement amiable pour 40 millions de dollars après avoir rejeté illégalement du pétrole dans l'océan depuis les navires de sa flotte Princess Cruises, a reconnu depuis avoir également falsifié des rapports, rejeté des plastiques dans les océans ainsi que des eaux usées dans l'enceinte du parc national de Glacier Bay.

## Activités
Environ 80% des visiteurs de Glacier Bay arrivent sur des bateaux de croisière. Le National Park Service gère des programmes coopératifs dans le cadre desquels les rangers fournissent des services d'interprétation à bord des navires et sur les petits bateaux qui proposent des excursions vers des sites plus éloignés du parc. L'hébergement dans le parc est disponible au Glacier Bay Lodge. Le parc et la réserve hébergent de nombreuses activités de plein air telles que la randonnée, le camping, l'alpinisme, le kayak, le rafting, la pêche et l'observation des oiseaux. Contrairement à de nombreux autres parcs nationaux d'Alaska, la chasse de subsistance n'est pas autorisée dans le parc, mais uniquement dans la réserve.
La chasse sportive et le piégeage sont également autorisés dans la réserve. Pour chasser et piéger, il faut avoir les permis requis et suivre toutes les autres réglementations de l'État. Le National Park Service et l'État de l'Alaska gèrent conjointement les ressources fauniques de la réserve. Les campeurs et les chasseurs doivent savoir que les ours bruns sont communs dans la réserve et doivent être prêts à éviter les conflits avec eux. Les espèces généralement chassées dans la réserve comprennent les ours noirs, les chèvres des montagnes Rocheuses, les loups, les gloutons, le lièvre d'Amérique, les lagopèdes, les anseriformes et un certain nombre d'animaux à fourrure. Un guide de chasse au gros gibier est autorisé par des contrats de concession à opérer dans la réserve nationale de Glacier Bay. Trois pavillons et un pourvoyeur peuvent assurer le transport et les services de pêche et de chasse au petit gibier et à la sauvagine.
La pêche sportive est une autre activité populaire dans le parc. Le flétan est souvent péché en haute mer, dans les rivières et les lacs, ainsi que l'omble et la truite arc-en-ciel. Un permis de pêche sportive en Alaska est requis pour tous les non-résidents de 16 ans et plus et les résidents de 16 à 59 ans pour pêcher dans les eaux douces et salées de l'Alaska.